# Rewital Swid
Rewital Swid (hebr.: רויטל סויד, ang.: Revital Swid, ur. 17 sierpnia 1967 w Haderze) – izraelska prawnik i polityk, w latach 2015–2019 poseł do Knesetu.

## Życiorys
Urodziła się 17 sierpnia 1967 w Haderze.
Ukończyła studia prawnicze na Uniwersytecie Bar-Ilana w Ramat Ganie. Pracowała jako adwokat.
W wyborach parlamentarnych w 2015 po raz pierwszy dostała się do izraelskiego parlamentu z listy Unii Syjonistycznej, czyli koalicji Partii Pracy i Ruchu (Ha-Tenu’a). W Knesecie dwudziestej kadencji była zastępcą przewodniczącego parlamentu (Juliego-Jo’ela Edelsteina) oraz zasiadała w komisjach budownictwa; konstytucyjnej, prawa i sprawiedliwości oraz spraw wewnętrznych i środowiska.
W kwietniu 2019 utraciła miejsce w parlamencie.

## Życie prywatne
Jest mężatką i ma czworo dzieci. Mieszka w Ra’anannie.